# Hillview-Adeytown-Hatchet Cove-St. Jones Within
Hillview-Adeytown-Hatchet Cove-St. Jones Within was een designated place op het eiland Newfoundland in de Canadese provincie Newfoundland en Labrador van 2008 tot 2021. In 2008–2009 was het tevens een local service district.

## Geschiedenis

### Oprichting
Op 20 juni 2008 werd het local service district (LSD) Hillview-Adeytown opgeheven in het kader van de creatie van een groter LSD. De ten oosten van Hillview gelegen plaatsen Hatchet Cove en St. Jones Within sloten zich vanaf die datum aan bij Hillview en Adeytown om alzo het nieuwe LSD Hillview-Adeytown-Hatchet Cove-St. Jones Within te vormen. Het nieuw opgerichte LSD werd tegelijkertijd als een designated place (DPL) ingedeeld door Statistics Canada.

### Naamsverandering local service district
Op 28 april 2009, minder dan een jaar na de oprichting van het LSD, werd er besloten om het van naam te veranderen tot Random Sound West, een verwijzing naar de westelijke ligging van de plaatsen ten aanzien van Random Sound. Reeds begin 2010 vergrootte het LSD Random Sound West aanzienlijk door een fusie met de LSD's North West Brook-Ivany's Cove en Queen's Cove.

### Voortbestaan als designated place
Statistics Canada besloot, met het oog op de volkstelling van 2011, om geen DPL met naam Random Sound West te creëren, maar om dat LSD te blijven onderverdelen in twee aparte DPL's. Zo bleef de naam Hillview-Adeytown-Hatchet Cove-St. Jones Within voortleven als een designated place (naast de nieuwe opgerichte designated place North West Brook-Ivany's Cove-Queen's Cove). Ook bij de volkstelling van 2016 hanteerde Statistics Canada beide DPL's.
In 2021 werden beide designated places dan toch opgeheven om deel te gaan uitmaken van de nieuwe (met het LSD samenvallende) DPL Random Sound West.

## Geografie
De grootste plaats van Hillview-Adeytown-Hatchet Cove-St. Jones Within was het aan Southwest Arm gelegen Hillview. Zo'n 3,5 km ten noorden van Hillview ligt Adeytown, een kleiner dorp gelegen aan Northwest Arm. Beide plaatsen zijn met elkaar verbonden via provinciale route 1 (NL-1), een onderdeel van de Trans-Canada Highway.
Hatchet Cove ligt 8 km ten oosten van Hillview en St. Jones Within nog eens 3 km ten oosten van Hatchet Cove. Beide plaatsen liggen net als Hillview aan Southwest Arm en zijn bereikbaar via de NL-205, de provinciale route die in Hillview begint als aftakking van de NL-1.

## Demografie
Volgens de volkstelling van 2011 telde de DPL Hillview-Adeytown-Hatchet Cove-St. Jones Within 438 inwoners. In 2016 stelde Statistics Canada een inwonertotaal van 436 vast.
In 2016 had 98,9% van de inwoners van de DPL het Engels als moedertaal, alle anderen waren die taal machtig. Daarnaast waren er tien mensen (2,3%) die het Frans als moedertaal hadden, waarvan de helft als gedeelde moedertaal tezamen met het Engels.

## Galerij

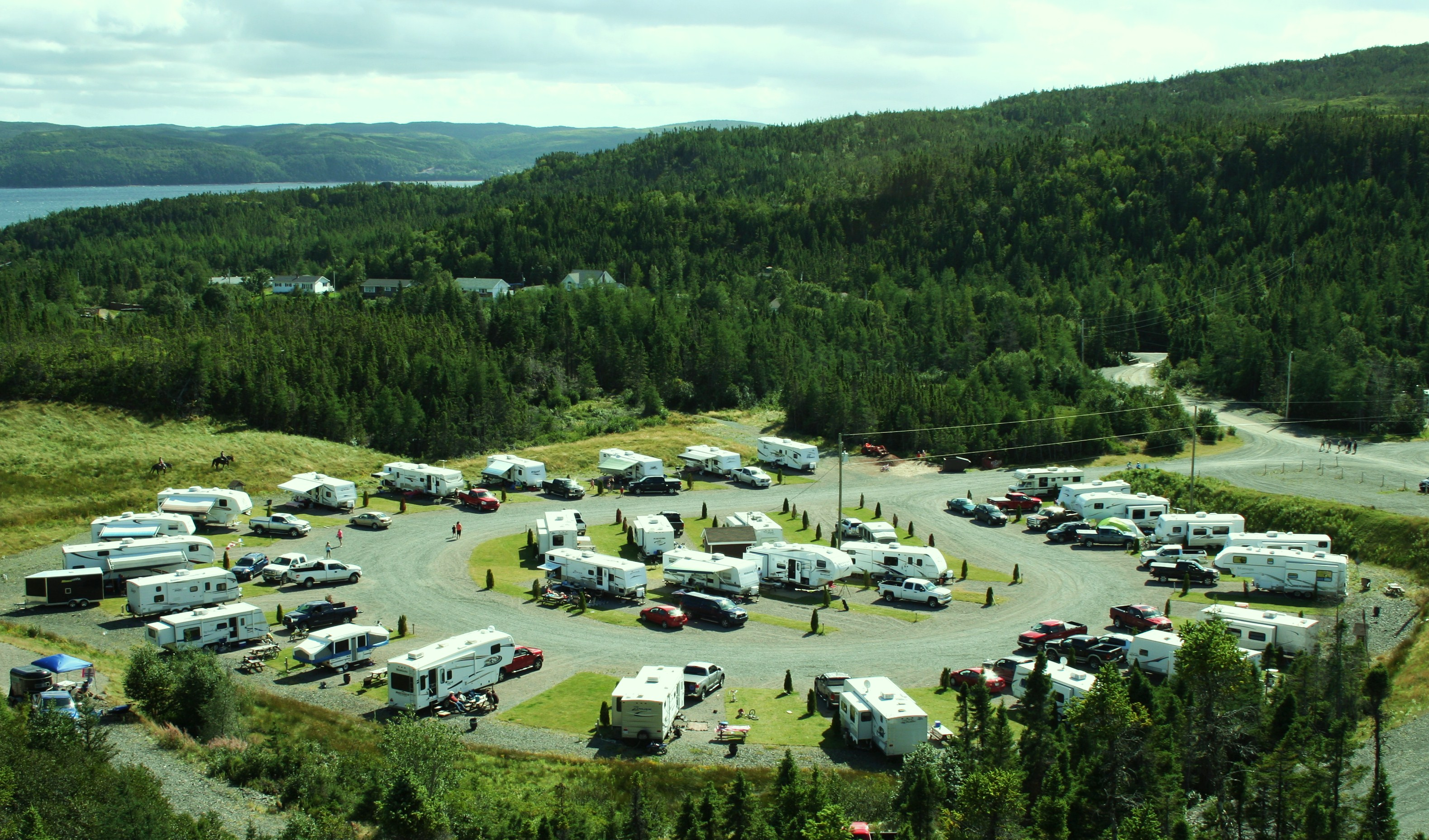
Kampeerterrein van Hatchet Cove met Southwest Arm in de achtergrond
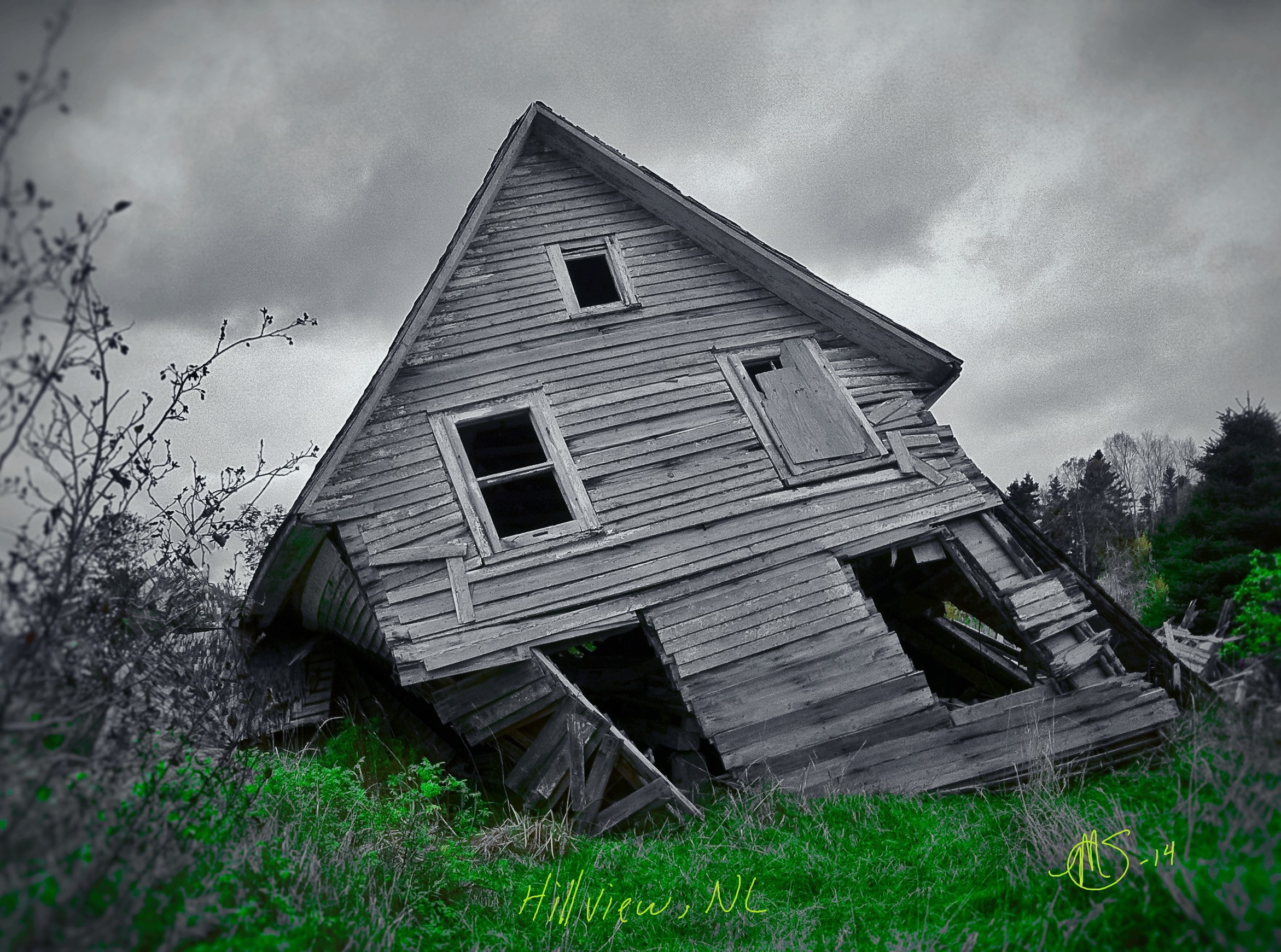
Ruïne van een houten woning in Hillview